# Calliandra carrascana
Calliandra carrascana är en ärtväxtart som beskrevs av Rupert Charles Barneby. Calliandra carrascana ingår i släktet Calliandra och familjen ärtväxter. Inga underarter finns listade i Catalogue of Life.